# Кервансарай (връх)
Керва̀нсарай е връх в Странджа. Издига се на височина от 632 m. Намира се на държавната граница между България и Турция. На върха се събират три странджански била – Босна, Гранично и Южно. Върхът е изграден от метаморфни скали. Срещат се смесени гори от благун и източен горун.